# 高畑好秀
高畑 好秀（たかはた よしひで、1968年10月17日 - ）は、スポーツメンタルトレーナー。スポーツ指導者。広島県広島市出身。
以下は、公式HPの内容より抜粋・再構成したものである。

## 来歴
広島大学附属高校を経て早稲田大学人間科学部スポーツ科学科スポーツ心理学専攻卒業。日本心理学会認定心理士資格を取得し、同大学の運動心理学研修生修了後、早稲田大学本庄高等学院保健体育非常勤講師、同校硬式野球部コーチ、向陽台高等学校軟式野球部監督、国立音大付属高校保健体育非常勤講師、駒澤大学高等学校女子ソフトボール部コーチ、富士アスレチック＆ビジネス専門学校スポーツ心理学講師などを務める。メンタルトレーナーとしてプロ野球選手、Jリーガー、バレーボール選手、プロゴルファー、プロボクサー等のプロスポーツ選手及びオリンピック選手のメンタルトレーニングを指導している。また多数の著書の刊行、講演、研修等でメンタルトレーニングの普及に努めている。

## 主な著書
- メンタル強化バイブル、池田書店1999年11月
- 野球のメンタルトレーニング、池田書店、2000年5月
- スポーツ科学バイブル、池田書店、2003年4月
- 野球のメンタル・トレーニング、池田書店、2003年5月
- 日本人大リーガーに学ぶメンタル強化術、角川書店、2003年10月
- スポーツメンタル43の強化法、池田書店、2004年3月
- アスリート・コーチングbook、池田書店、2005年2月
- 図解1分間セルフコーチング、法研、2005年4月
- 野球89のセンス上達法、池田書店、2005年8月
- 実力150％up!本番メンタルトレーニング、講談社、2006年4月
- チームを強くする!コーチング術　現場仕様編、山海堂、2006年5月
- 今の技術で100を切る!、新井真一共著、高橋書店、2006年6月
- 練習場で確実にうまくなる!新井真一共著、高橋書店、2006年6月
- 甘える技術、アスペクト、2006年7月
- DVDはじめてのプールで25メートル泳げる、堀内善輝共著、新星出版社、2006年7月
- 親子でおぼえるサッカー教室、吉田康弘共著、ノースランド出版、2006年8月
- 脱スラ!、ぶんか社、2006年8月
- サッカーアイデア練習法、池田書店、2006年8月
- 部活お悩み相談室、山海堂、2006年9月、
- 勝負強さを鍛えるメンタルトレーニング、アスペクト、2006年12月
- 子どもの「育つ力」を伸ばす楽々ファミリーコーチング、石川理恵共著、山海堂、2007年1月
- メンタルトレーニングを活用した体育授業、明治図書出版、2007年1月
- 成功は不安な顔してやってくる、ゴマブックス、2007年3月
- 変身力、長崎出版、2007年4月
- 結果が出せる!コーチングのき・ほ・ん、山海堂、2007年5月
- スポーツ・メンタル強化book、新星出版社、2007年7月
- 結果が出せる!スポーツ心理学のい・ろ・は、山海堂、2007年9月
- ポジティブチルドレンに育てる41の法則、長崎出版、2007年9月
- これで試合に強くなる!野球メンタル強化書、実業之日本社、2007年10月
- 生徒を主役にする！クラブ活動コーチング～心も体もグングン伸ばす55の指導ポイント、ラピュータ、2009年3月
- 勝負を決する！スポーツ心理の法則、体育とスポーツ出版社、　2011年12月
- もっとその気にさせる！コーチング術、体育とスポーツ出版社、　2012年8月
- チーム力を高める36の練習法、体育とスポーツ出版社、　2014年4月
- やってはいけない！コーチング、体育とスポーツ出版社、　2015年2月